# 브루지오역
브루지오역(Brusio)은 스위스 그라우뷘덴주 브루지오 지자체에 있는 기차역이다. 1,000mm 미터궤 래티셰 철도의 베르니나선에 위치해 있다. 이 회선에서 시간별 서비스가 운영된다.

## 운행편
다음 서비스는 브루지오에서 정차한다.
- 레기오 : 생모리츠와 티라노 사이를 매시간 운행